# Aleksandr Yaroslavich Nevsky

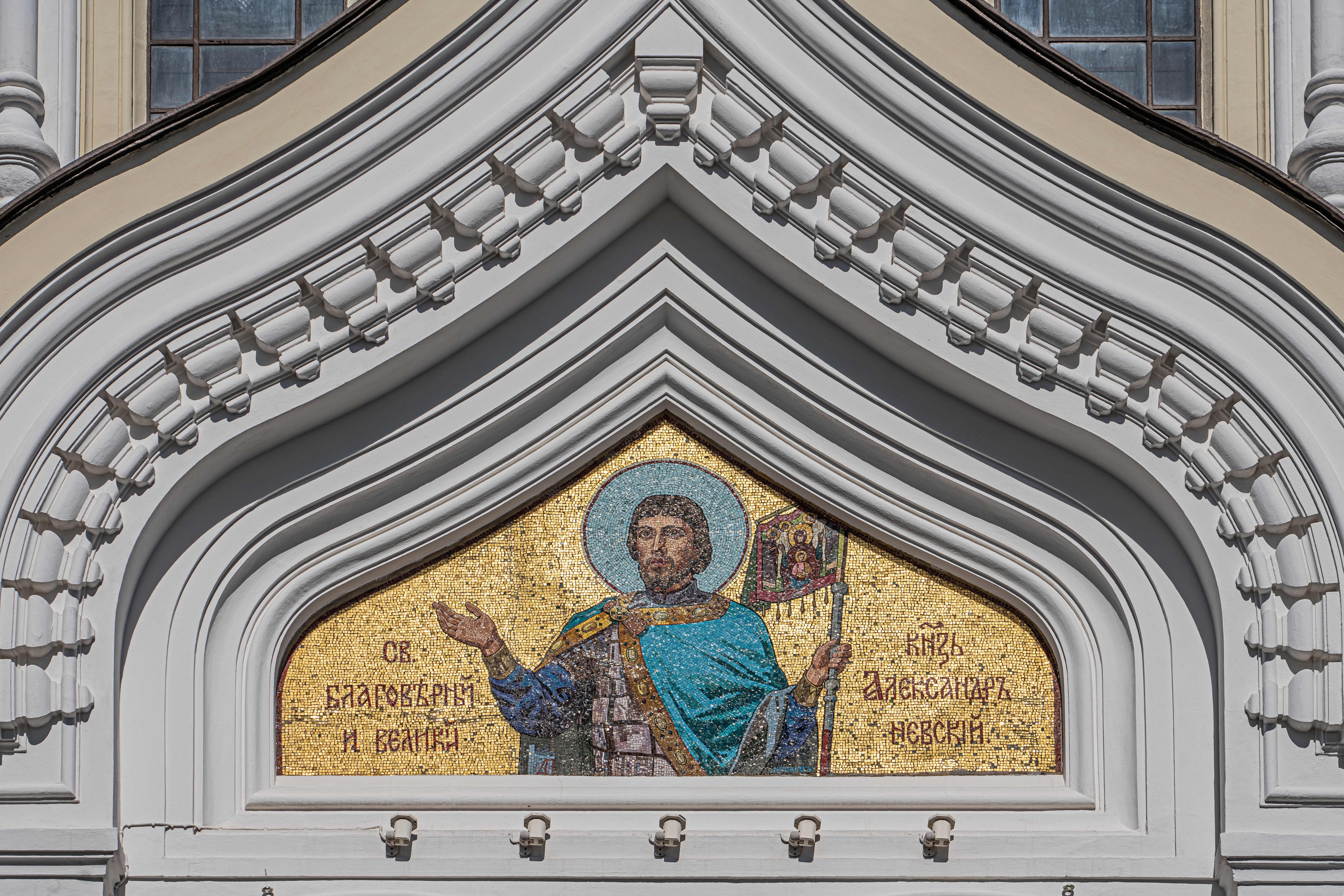
Tranh khảm Alesannder Nevsky đặt ngay trên lối vào Thánh đường cùng tên ở Tallinn, Estonia

Thánh Aleksandr Nevsky (tiếng Nga: Алекса́ндр Яросла́вич Не́вский, đã Latinh hoá: Aleksandr Yaroslavich Nevskij; IPA: [ɐlʲɪˈksandr jɪrɐˈslavʲɪtɕ ˈnʲɛfskʲɪj] ⓘ; 30 tháng 5 năm 1220 – 14 tháng 11 năm 1263) là Đại vương công Novgorod và Vladimir. Ông là một vị tướng nổi tiếng trong lịch sử Nga, với những chiến công hiển hách chống lại sự xâm lược của người Thụy Điển và Giáo binh đoàn Hiệp sĩ Teuton của người Đức.
Ông là một anh hùng dân tộc của nước Nga, và đứng đầu trong danh sách 12 danh nhân vĩ đại của nước này.

## Thân thế

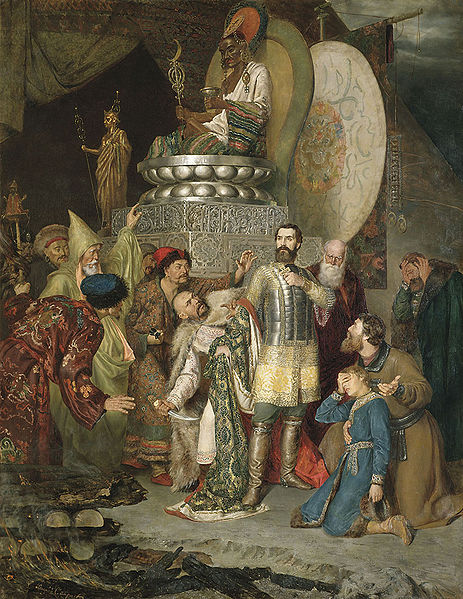
Công tước Chernigov là Mikhail đi qua lửa và bị buộc phải quỳ trước bài vị của Thành Cát Tư Hãn. Hãn Mông Cổ là Bạt Đô đã hành hạ ông đến chết vì đã từ chối quy phục người chết trong đức tin ngoại giáo.

Ông tên thật là Aleksandr Yaroslavich, sinh vào khoảng năm Pereyaslavl - Zalesky ở Pereyaslavl - Zalesky. Thân phụ ông là Yaroslav Vcevolodovich, được các Khả hãn phong làm Đại vương công Vladimir từ năm 1238.
Vào năm 1240, ông tổ chức công kích và đánh tan tác quân Thụy Điển trong trận thư hùng trên bờ sông Neva. Với chiến thắng lừng lẫy này, ông được được trao danh hiệu Nevsky, có nghĩa là "Người anh hùng trên sông Neva". Vaò năm 1242, Giáo đoàn Hiệp sĩ Teuton (người Đức) tổ chức xâm lược, Aleksandr Yaroslavich Nevsky đánh bại trên hồ đóng băng Tsut. Với chiến công rạng rỡ này, ông đã đập tan tác được cuộc "Đông tiến" do tầng lớp Hiệp sĩ quý tộc Đức thời hiện. Dưới thời ông, xứ Novgorod thực hiện chính sách hoà hoãn với Mông Cổ - Tartar, và các miền đất phía bắc được thống nhất.